# Purple Kiss
Le Purple Kiss (퍼플키스?; パープルキス; stilizzato tutto in maiuscolo, o in PURPLE K!SS) sono un gruppo femminile sudcoreano formatosi nel 2020 e composto da Dosie, Goeun, Chaein, Yuki, Ireh e Swan. Jieun ha lasciato il gruppo il 18 novembre 2022 per motivi di salute. Il gruppo ha pubblicato il suo EP di esordio Into Violet il 15 marzo 2021. I membri del gruppo partecipano attivamente alla produzione della musica, incluse la scrittura dei testi, le coreografie e gli altri aspetti di essa.
Il gruppo ha pubblicato due singoli prima del debutto ufficiale: "My Heart Skip a Beat" nel novembre 2020, e "Can We Talk Again" a febbraio 2021.

## Nome
Il nome del gruppo è composto da due parole: "Purple", che vuol dire "viola" in italiano, è dato dall'idea che questo colore sia composto da più di un colore; e "Kiss", che significa "bacio", simboleggia l'amore. Imprime l'immagine delle differenti personalità dei membri, mescolate in armonia con i loro differenti colori musicali, e pertanto Purple Kiss vuol significare "trasmettere amore attraverso i vari colori della musica."

## Storia

### 2018–2020: 365 Practice e attività prima del debutto
Le Purple Kiss, una volta conosciute come 365 Practice, cominciarono le attività tramite un eponimo canale YouTube a marzo 2018, che veniva usato dall'agenzia del gruppo, RBW, per evidenziare le vite quotidiane, le attività scolastiche e gli allenamenti delle loro tirocinanti. Il canale introduceva tutti i sette futuri membri delle Purple Kiss, insieme ad altre tirocinanti che non sono tuttavia state aggiunte alla formazione finale.
Prima e durante questo periodo, molteplici membri sono apparsi in vari reality show coreani, partecipando a varie attività. Nel 2011 e nel 2014, Chaein è apparsa in K-pop Star, reality show musicale, nella prima e nella terza stagione. Nel tardo 2017 Dosie ha gareggiato nello show di competizione musicale Mix Nine, classificandosi settantaquattresima. A giugno 2018 Jieun e Goeun hanno partecipato a Produce 48, altro show di competizione musicale, classificandosi rispettivamente ottantesima e ventinovesima.
Il 25 maggio 2019, le 365 Practice hanno tenuto un mini-concerto chiamato "All-Ways", per commemorare i 100 000 iscritti su YouTube. A luglio 2019 Swan ha rivelato di aver registrato la voce guida per il brano "Snapping" di Chungha. Il 2 novembre 2019 hanno accompagnato Moonbyul delle Mamamoo a esibirsi per beneficenza al Seongdong Fashion Sewing Village Festival.
Verso la fine dei loro giorni da trainee, i membri hanno partecipato a progetti musicali, come ad esempio LunCHbox, in cui Dosie, Goeun e Swan hanno partecipato come artisti ospiti. Yuki e Lee Yesol, una ex-tirocinante, hanno preso parte all'album di Hwang Sung-jin Hwang Sung Jin Project Secondary words Vol.2, nella traccia "Be With You". Goeun ha registrato il singolo "Fly" per la colonna sonora della serie televisiva Possesed. Il 26 maggio 2020 l'intero gruppo è apparso come ballerine nel video musicale degli Onewe "End of Spring", insieme agli Oneus.

### 2020–2021: Esordio conInto Violet, e primo ritorno conHide & Seek
Il 19 giugno 2020 un trailer di esordio è stato reso pubblico nel canale YouTube delle 365 Practice, annunciando ufficialmente il nome del gruppo, Purple Kiss. Anche la formazione finale è stata resa pubblica via trailer individuali dal 20 luglio al 1º agosto, con Park Ji-eun, Na Go-eun, Ireh, Yuki, Chae-in e Swan confermate nel gruppo. Un trailer di gruppo è stato pubblicato il 3 agosto.
Le Purple Kiss hanno pubblicato il loro primo singolo digitale, "My Heart Skip a Beat", il 26 novembre 2020. Swan non ha potuto partecipare al singolo e al video musicale a causa di una pausa momentanea legata a problemi di salute. La canzone ha ricevuto un riscontro positivo dal pubblico coreano. Il singolo è accompagnato da una parte rap scritta da Yuki e da una coreografia, che è stata ideata dai membri.
Il secondo singolo digitale pre-esordio del gruppo è "Can We Talk Again", pubblicato il 3 febbraio 2021, in cui vi partecipa il gruppo al completo. Il singolo, una traccia R&B, contrasta significativamente il singolo precedente, che è caratterizzato da un tono rock che ha l'intento di mostrare la versatilità del gruppo.
Il 28 febbraio 2021 le Purple Kiss hanno annunciato il loro esordio ufficiale, che sarebbe avvenuto il 15 marzo 2021 con l'EP Into Violet. La seconda traccia dell'album, "Ponzona", serve da singolo principale, accompagnato da un video musicale. Into Violet si è piazzato undicesimo nella classifica di Circle Chart per gli album, e "Ponzona" novantanovesima per i download.
L'8 settembre 2021 il gruppo pubblica il suo secondo EP, Hide & Seek, che segna il primo ritorno del gruppo dall'esordio. L'EP ha come brano apripista "Zombie", il quale è stato co-scritto da Yuki, insieme al compagno di agenzia CyA dei Onewe. La band ha ricevuto crediti per la scrittura e la composizione della maggior parte delle tracce dell'album.

### 2022-oggi:memeM,Geekyland, abbandono di Jieun eCabin Fever
Il 7 marzo 2022 viene pubblicato su tutti i loro account social media che il gruppo avrebbe presto fatto ritorno il 29 marzo. Il loro terzo EP, memeM, contiene 7 nuovi brani, incluso il brano principale dello stesso nome. L'uscita dell'album è stata preceduta da un video performance dell'intro dell'album, intitolata "Intro: Illusion", uscita il 27 marzo.
Il 25 luglio le Purple Kiss pubblicano il loro quarto EP Geekyland, con il brano "Nerdy" come title track.
Il 18 novembre la RBW annuncia che Jieun ha preso la decisione di lasciare il gruppo per cattiva salute e problemi d'ansia, e che le Purple Kiss avrebbero dunque continuato in sei.
La quinta pubblicazione delle Purple Kiss, Cabin Fever, esce il 13 febbraio 2023. L'album contiene il brano "Sweet Juice".

## Formazione
- Na Go-eun (나고은) – voce
- Dosie (도시) – voce
- Ireh (이레) – voce
- Yuki (유키) – rap, voce
- Chaein (채인) – rap, voce
- Swan (수안) – voce

Ex membri
- Park Ji-eun (박지은) (2021-2022) – voce

## Discografia

### EP
- 2021 – Into Violet
- 2021 – Hide & Seek
- 2022 – memeM
- 2022 – Geekyland
- 2023 – Cabin Fever

### Singoli
- 2020 – My Heart Skip a Beat
- 2021 – Can We Talk Again
- 2021 – Ponzona
- 2021 – Zombie
- 2022 – memeM
- 2022 – Nerdy
- 2023 – Sweet Juice

### Collaborazioni
- 2021 – Find You (con le Lulupop)

## Filmografia
Reality show
- Literally Purple Kiss (2021)[40]
- Perky Today (2021)[41]

## Videografia
- 2020 – My Heart Skip a Beat
- 2021 – Can We Talk Again
- 2021 – Ponzona
- 2021 – Find You (con le Lulupop)
- 2021 – Zombie
- 2022 – memeM
- 2022 – Nerdy